# ماتيوش بارتل
ماتيوش بارتل Mateusz Bartel (ولد في 3 يناير 1985 في وارسو) لاعب شطرنج بولندي يحمل لقب أستاذ كبير.
- فاز ببطولة بولندا للشطرنج أعوام 2006، 2010، 2011 و2012.
- فاز ببطولة أوروبا للشطرنج تحت 18 سنة عام 2003.
- فاز بالميدالية البرونزية في بطولة أوروبا الفردية في القدس عام 2015.

## وصلات خارجية
- ماتيوش بارتل على موقع الاتحاد الدولي للشطرنج (الإنجليزية)
- ماتيوش بارتل على موقع مباريات الشطرنج (الإنجليزية)
- ماتيوش بارتل على موقع 365Chess.com (الإنجليزية)
- ماتيوش بارتل على موقع Chesstempo.com (الإنجليزية)
- ماتيوش بارتل سجل أولمبياد الشطرنج على موقع OlimpBase.org (الإنجليزية)